# Epeus hawigalboguttatus
Epeus hawigalboguttatus là một loài nhện trong họ Salticidae.
Loài này thuộc chi Epeus. Epeus hawigalboguttatus được Alberto Barrion & James A. Litsinger miêu tả năm 1995.